# Moniwa Teruyuki
Moniwa Teruyuki (茂庭 照幸 Mậu Đình Chiếu Hạnh, sinh ngày 8 tháng 9 năm 1981) là một cầu thủ bóng đá Nhật Bản thi đấu cho FC Maruyasu Okazaki.

## Thống kê sự nghiệp
| Đội tuyển bóng đá Nhật Bản | Đội tuyển bóng đá Nhật Bản | Đội tuyển bóng đá Nhật Bản |
| Năm                        | Trận                       | Bàn                        |
| -------------------------- | -------------------------- | -------------------------- |
| 2003                       | 2                          | 0                          |
| 2004                       | 1                          | 0                          |
| 2005                       | 4                          | 1                          |
| 2006                       | 2                          | 0                          |
| Tổng cộng                  | 9                          | 1                          |

### Bàn thắng quốc tế
| #  | Ngày               | Địa điểm                                          | Đối thủ    | Bàn thắng | Kết quả | Giải đấu                         |
| -- | ------------------ | ------------------------------------------------- | ---------- | --------- | ------- | -------------------------------- |
| 1. | 3 tháng 8 năm 2005 | Sân vận động World Cup Daejeon, Daejeon, Hàn Quốc | Trung Quốc | 1–2       | 2–2     | Giải vô địch bóng đá Đông Á 2005 |